# 마법여우 주비
《마법여우 주비》는 아소비플래닛이 제작한 대한민국 애니메이션으로, 2022년 3월 19일부터 9월 10일까지 SBS TV에서 방영했으며, 후속작인 이보사 마법학교는 2024년 5월 19일부터 11월 17일까지 같은 채널에서 방영했다.

## 개요
칠교를 조합하고, 문제를 해결하는 과정을 통해 어린이들의 창의력 및 성취감 향상에 도움을 주고자한다. 일곱 가지 신비한 힘이 담긴 칠교 보석을 찾아 떠나는 모험을 통해 자신감과 재미, 그리고 긍정적인 사고를 고양시키고자 한다. 친구와 함께 하는 여행을 통해 서로 간의 우정과 성장을 보여주고자 한다.

## 방송 일시
| 방송 채널 | 방송일                      | 방송 시간 |
| --------- | --------------------------- | --------- |
| SBS TV    | 2022년 3월 19일 ~ 9월 10일  | 종료      |
| SBS TV    | 2024년 5월 19일 ~ 11월 17일 | 종료      |

## 등장인물
- 주비(Joobi)(여우)
- 꾸르(Ggureu)(곰)
- 아삭(Asak)(사과)
- 바바(Baba)(너구리)
- 모야(Moya)(청설모)
- 하울(늑대)
- 케이티(고양이)
- 밍밍(햄스터)
- 미남(기린)
- 유니(코뿔소)
- 투칸(마초코뿔새)
- 헬로(원숭이)

## 목소리 출연
- 전영수: 주비
- 구지원: 꾸르
- 조연우: 바바
- 한경화: 아삭, 모야
- 김지영

## 제작진
- 기획 프로듀서: 박재용 (1 ~ 21화) → 유윤재 (22 ~ 최종화(26))
- 제작총괄: 박재원
- 프로듀서: 권영숙
- 제작 프로듀서: 박준섭 (1화) → 조성범 (2 ~ 최종화(26))
- 제작 진행: 박준섭 (2 ~ 최종화(26)), 최혜리
- 마케팅: 임정국, 김혜수
- 시나리오: 지하나, 이영서
- 스토리보드: 이은호, 최희정
- 가이드 영상: 파프리카 인더스트리
- 영상연출: 김익현
- 제작1팀: 국창욱, 이은영, 백은자
- 제작2팀: 김진미, 김은영, 우경미
- 캐릭터 디자인: 허쉬위쉬 주식회사, 김민서
- 모델링: 황미란
- 자막 디자인: 임재이
- 음향: 김용빈 (1화)
- UHD리마스터링: 남아영
- 종합편집: 안철환
- CG: 정혜경
- 조연출: 이지현
- 녹음 연출: 조성범 (1화) → 녹음&음향: 김용빈 (2 ~ 최종화(26))
- 기획: SBS
- 제작: 아소비플래닛
- 배급: PIXTREND
- 저작권: 아소비플래닛 All Right Reserved.

## 방영 목록

### 무인
| 회차       | 제목                           | 방송 일자       |
| ---------- | ------------------------------ | --------------- |
| 1화        | 인공 마을의 악당 바바와 모야   | 2022년 3월 19일 |
| 2화        | 유령의 숲                      | 2022년 3월 26일 |
| 3화        | 칠교를 잃어버렸어요            | 2022년 4월 2일  |
| 4화        | 보석광산 대소동                | 2022년 4월 9일  |
| 5화        | 초음파동 아삭이                | 2022년 4월 16일 |
| 6화        | 바바 이야기                    | 2022년 4월 23일 |
| 7화        | 동화마을의 수호신 동화책       | 2022년 4월 30일 |
| 8화        | 아삭이 현상수배범?             | 2022년 5월 7일  |
| 9화        | 해파리는 무서워!               | 2022년 5월 14일 |
| 10화       | 상어와의 대결                  | 2022년 5월 21일 |
| 11화       | 모야의 배신                    | 2022년 5월 28일 |
| 12화       | 칠교보석이 인공마을에 있다?    | 2022년 6월 4일  |
| 13화       | 아삭이가 아파요                | 2022년 6월 11일 |
| 14화       | 빛나는 오아시스                | 2022년 6월 18일 |
| 15화       | 곤충마을의 괴소문              | 2022년 6월 25일 |
| 16화       | 유기농밭 사마귀경비대          | 2022년 7월 2일  |
| 17화       | 새로운 친구! 꿀사과 아삭이     | 2022년 7월 9일  |
| 18화       | 꾸르야, 우리 친구하자          | 2022년 7월 16일 |
| 19화       | 유기농나무가 시들었어요        | 2022년 7월 23일 |
| 20화       | 여왕개미의 선물                | 2022년 7월 30일 |
| 21화       | 국제 종자 저장고와 씨앗 주머니 | 2022년 8월 7일  |
| 22화       | 북극에 불이 났어요!            | 2022년 8월 13일 |
| 23화       | 코딩은 재미있어                | 2022년 8월 20일 |
| 24화       | 모야가 만든 마법칠교?          | 2022년 8월 27일 |
| 25화       | 거꾸로 나라의 암호를 풀어라    | 2022년 9월 3일  |
| 최종화(26) | 빛나는 돌을 가진 괴짜올빼미    | 2022년 9월 10일 |

### 이보사 마법학교
| 회차       | 제목                              | 방영 일자        |
| ---------- | --------------------------------- | ---------------- |
| 1화        | 안녕! 황금칠교                    | 2024년 5월 19일  |
| 2화        | 이보사 마법학교에 입학했어요      | 2024년 5월 26일  |
| 3화        | 우당탕탕 반장선거                 | 2024년 6월 2일   |
| 4화        | 미남이 얼굴이 진짜 궁금해         | 2024년 6월 9일   |
| 5화        | 소풍 가서 생긴 일                 | 2024년 6월 16일  |
| 6화        | 가상현실 교통안전체험             | 2024년 6월 23일  |
| 7화        | 중금속 슬라임 괴물의 습격         | 2024년 6월 30일  |
| 8화        | 생각한대로? 생각한대로!           | 2024년 7월 7일   |
| 9화        | 슬로 교장 선생님의 칭찬 스티커    | 2024년 7월 14일  |
| 10화       | 탄탄선생님께서 편찮으세요         | 2024년 7월 21일  |
| 11화       | 사바나와 초원에 화재가 발생했어요 | 2024년 8월 4일   |
| 12화       | 우리들의 연극무대                 | 2024년 8월 11일  |
| 13화       | 물물교환 경제교실                 | 2024년 8월 18일  |
| 14화       | 이상한 향수                       | 2024년 8월 25일  |
| 15화       | 거울의 저주                       | 2024년 9월 1일   |
| 16화       | 이보사 운동회 MVP                 | 2024년 9월 8일   |
| 17화       | 주비가 거짓말쟁이?                | 2024년 9월 15일  |
| 18화       | 악플러의 정체                     | 2024년 9월 22일  |
| 19화       | 아삭아, 미안해                    | 2024년 9월 29일  |
| 20화       | 유령의 사원                       | 2024년 10월 6일  |
| 21화       | 마녀의 정체                       | 2024년 10월 13일 |
| 22화       | 칠교보석의 힘                     | 2024년 10월 20일 |
| 23화       | 자신감 보석도 빼앗겼어            | 2024년 10월 27일 |
| 24화       | 다시 악령의 사원으로              | 2024년 11월 3일  |
| 25화       | 꿈에서 탈출해야 해                | 2024년 11월 10일 |
| 최종화(26) | 이보사의 평화를 위해              | 2024년 11월 17일 |

## 결방 및 편성안내
- 2024년 7월 28일: 2024년 파리 올림픽의 관계로 인해 결방되었다.